# Шкільна драма
Шкільна́ дра́ма — жанр латиномовної релігійної драматургії, що виник на межі 15—16 ст. в країнах Західної Європи. Вистави були обов'язковим елементом навчання в релігійних і світських навчальних закладах. Твори мали віршову форму, написані були книжною українською мовою з використанням силабічної системи віршування.

## Характерні особливості шкільної драми
Походження шкільної драми пов'язане зі статутом церковних та світських навчальних закладів, в яких сценічні вистави були обов'язковими для засвоєння латини. Особливого поширення набула завдяки єзуїтам, захопленим інтерпретацією біблійних та міфологічних сюжетів, передовсім тих сакральних джерел, що стосувалися історії католицької церкви. Шкільна драма спочатку розвивалася у католицько-християнському та антично-класичному напрямках. У ній вплив античної традиції (стислий виклад, наявність епілогу тощо) поєднувався із середньовічною (відсутність єдності часу та місця, змішування трагічного і комічного тощо) та ренесансовою. Часто шкільна драма складалася з п'яти актів, після кожного з яких виступав хор, інколи — балет. Вистава організовувалася переважно до Різдва, Великодня тощо.

## Шкільна драма в Україні
В Україні шкільна драма поширилась (через Польщу) у 17—18 ст., створювалась викладачами та учнями духовних (братських) шкіл, спрямовувалась проти експансії католицизму. Основна її віршова форма — силабічна, писана українською книжною мовою.
Зі збережених шкільних драм найдавніша — «Олексій, Божий чоловік» (1674). З останніх найвизначніших творів цього жанру були трагікомедія «Володимир» (1705) Феофана Прокоповича, присвячена гетьманові І. Мазепі, та п'єса невідомого автора «Милість Божа, од неудобносимих обид лядських через Богдана Зиновія Хмельницкого, преславного войск Запорозких, свободившая…», поставлена 1728. До шкільної драми на біблійні сюжети додавалися інтермедії.